# Emerson Vermaat
John Arthur Emerson Vermaat (Arnhem, 1947) is een Nederlands journalist.

## Loopbaan
Aanvankelijk werkte Vermaat als medewerker van de griffie van de Tweede Kamer. Vanaf 1970 ging hij schrijven voor het christelijke opinieblad Koers, maar hij werd in 1984 door de nieuwe hoofdredacteuren Andries Knevel en Ad de Boer op een zijspoor gezet, samen met verschillende andere redactieleden. De toon zou te conservatief van aard zijn en de thema's te eenzijdig. In 1973 kwam hij in dienst van de Evangelische Omroep (EO) als verslaggever voor radio en tv en als (buitenland)commentator, vooral voor het programma Tijdsein. Hij zou tot 1996 bij de EO blijven werken. Hij volgde in die tijd ook een studie internationaal recht aan de Universiteit van Leiden, waarin hij in 1978 afstudeerde. Van 1996 tot 2004 was hij verslaggever voor Twee Vandaag, de tv-actualiteitenrubriek van de EO en de TROS. 
Vermaat was politiek actief binnen de RPF. Binnen het bestuur van de RPF werd zijn naam nog geopperd als lijsttrekker voor de Tweede Kamerverkiezingen van 1977, maar uiteindelijk werd gekozen voor Jan Rietkerk, nadat Ad de Boer voor de eer bedankt had.
Van 1983 tot 2003 maakte hij voor de Nederlandse publieke omroep en diverse kranten reportages vanuit conflict- en crisisgebieden, waaronder El Salvador, Nicaragua, Colombia, Chili, Argentinië, Pakistan, Bosnië, Servië, Kosovo, Armenië en Nagorno-Karabach, Zuid-Afrika, Libië, Israël, Gaza, Iran en Irak. Artikelen van Vermaat verschenen onder andere in de Wall Street Journal, De Telegraaf, de Jerusalem Post, NRC Handelsblad, het Nederlands Dagblad, het Reformatorisch Dagblad, Trouw, de Gazet van Antwerpen, Internationale Spectator, Civis Mundi, het Nederlands Juristenblad, Ons Leger, Intermediair, Strategic Review, The World Today, Journal of Church and State en Aussenpolitik.